# Stosunki polsko-szwajcarskie

Położenie Polski i Szwajcarii

Stosunki polsko-szwajcarskie - wzajemne relacje międzynarodowe pomiędzy Polską a Szwajcarią. 
Stosunki dyplomatyczne między Polską a Szwajcarią zostały nawiązane 12 marca 1919 roku.

## Historia
Stosunki między Polską i Szwajcarią opierają się na długoletniej tradycji.
Przed i podczas II wojny światowej liczni uznani obywatele polscy przebywali na uchodźstwie w Szwajcarii, np. Tadeusz Kościuszko, kompozytor i polityk Ignacy Jan Paderewski (1860–1941), późniejszy I. prezydent II RP Gabriel Narutowicz (1865–1922) oraz ostatni prezydent Polski przed 1939 rokiem, Ignacy Mościcki (1867–1946).
W latach 1939–1945 w Szwajcarii było internowanych 13 000 polskich żołnierzy, walczących w oddziałach armii francuskiej.
Ambasada RP w Szwajcarii została otwarta już w 1919 roku, a Ambasada Szwajcarii w Polsce w roku 1921.

## Współpraca gospodarcza
Wstąpienie Polski do UE w 2004 roku oznaczało konieczność wypowiedzenia umów handlowych ze Szwajcarią w świetle wyłącznych kompetencji traktatowych Wspólnoty. Z dniem 1 maja 2004 roku straciły ważność dwustronne umowy handlowe Polski ze Szwajcarią i EFTA. Zostały one zastąpione Umową o wolnym handlu między Europejską Wspólnotą Gospodarczą a Konfederacją Szwajcarską z 1972 r. oraz pakietem umów sektorowych UE – Szwajcaria dotyczących swobodnego przepływu osób, transportu lotniczego, transportu towarów i osób koleją, handlu produktami rolnymi, wzajemnego uznawania w dziedzinie oceny zgodności, zamówień publicznych, współpracy naukowo-technicznej. Umowy te zostały przejęte automatycznie z wyjątkiem ustawy o swobodnym przepływie osób.
Nie straciły ważności te umowy polsko-szwajcarskie, których nie obejmuje kompetencja wspólnotowa, a w szczególności:
- umowa w sprawie konwersji zadłużenia na ochronę środowiska z 1993 r.,
- umowa o wymianie stażystów z 1993 r.,
- umowa o wzajemnym popieraniu i ochronie inwestycji z 1989 r.,
- konwencja o unikaniu podwójnego opodatkowania z 1991 r.

Szwajcaria pod koniec 2018 roku zajmowała 22. miejsce jako partner handlowy Polski w eksporcie ogółem.
Od 2012 roku występuje dodatnie dla Polski saldo spowodowane wysokim kursem franka oraz racjonalizacją importu farmaceutyków.
W polskim eksporcie do Szwajcarii największy udział mają wyroby przemysłowe, aparaty i elektronika, pojazdy, meble i wyposażenie mieszkań, metale i wyroby metalowe, tekstylia ubiory i obuwie.
W polskim imporcie ze Szwajcarii dominują farmaceutyki i wyroby chemiczne, maszyny, aparaty i elektronika, metale, instrumenty precyzyjne, zegarki.

### Wzajemne inwestycje
Według danych NBP skumulowana wartość inwestycji szwajcarskich w Polsce na koniec 2018 roku osiągnęła poziom 5,91 mld EUR (10. miejsce). Według danych GUS za 2018 r. zarejestrowano w Polsce 692 spółki z udziałem kapitału szwajcarskiego. Przedsiębiorstwa te zatrudniały w Polsce ok. 77 tys. pracowników. Inwestorzy szwajcarscy aktywni są m.in. w przemyśle farmaceutycznym (Novartis), tekstylnym (ERWO), produkcji opakowań (Model, Georg Utz Holding) i przemyśle szklarskim (Glas Trösch AG – Eurglas Niewiadów, HTG). Szwajcarskie banki (np. Credit Suisse) oraz firmy farmaceutyczne (np. Roche) utworzyły w Polsce centra usług wspólnych.

## Współpraca kulturalna
Współpraca kulturalna pomiędzy Polską a Szwajcarią ma długą i nieprzerwaną tradycję.
Najstarszą polską instytucją działającą na terenie Szwajcarii jest Muzeum Polskie w Rapperswilu. Jest ono jednocześnie jedną z najstarszych polskich instytucji działających na emigracji. W jego historii można wyróżnić trzy zasadnicze okresy: działalność Muzeum Narodowego Polskiego w latach 1868–1927, Muzeum Polski Współczesnej w latach 1936–1952 oraz okres najnowszy od reaktywowania działalności Muzeum w 1975 r. Pierwsze Muzeum zostało powołane dzięki staraniom Władysława hr. Broel-Platera (1806-1889) dnia 16 sierpnia 1868, w setną rocznicę Konfederacji Barskiej. Dzięki jego staraniom, w wynajętym od rady miejskiej zamku otwarto w 1870 r. muzeum, które nazwano Muzeum Narodowym Polskim. Od początku swojego istnienia stało się ono instytucją gromadzącą pamiątki narodowe, ale też miejscem spotkań emigracji polskiej i kultywowania polskiej tradycji narodowej. Z muzeum związanych jest wiele nazwisk słynnych Polaków, w tym pisarza Stefana Żeromskiego. Muzeum stało się też miejscem złożenia w 1895 roku urny z sercem Tadeusza Kościuszki, jednego z polskich bohaterów narodowych. Zbiory rapperswilskie zgromadzone przez pierwsze dziesięciolecia istnienia Muzeum przewieziono w 1927 r. do niepodległej Polski. Znaczna część z nich, w tym zwłaszcza archiwalia, uległa zniszczeniu w czasie II wojny światowej.
W okresie II Rzeczypospolitej placówka funkcjonowała pod nazwą “Muzeum Polski Współczesnej”, a jej działalność skupiała się na prezentowaniu współczesnej kultury i sztuki Polski.
Niekorzystny dla Muzeum w Rapperswilu okres rozpoczął się po 1945 r. w związku z polityką władz komunistycznych w kraju, które dążyły do przejęcia kontroli nad tą placówką. Likwidacja dotychczasowych działów muzealnych doprowadziła do konfliktu z gminą rapperswilską, która na znak protestu wypowiedziała umowę dzierżawną, zaś na skutek decyzji szwajcarskiego Sądu Najwyższego Muzeum zostało zamknięte w 1951 r. Rok później zbiory rapperswilskie ponownie przewieziono do kraju, gdzie zostały rozproszone w różnych instytucjach. Sytuacja Towarzystwa uległa poprawie dopiero w latach 70. Uroczyste otwarcie zorganizowanej na nowo placówki nastąpiło 21 czerwca 1975 r. Od tego momentu zbiory Muzeum powiększały się m.in. o liczne dary emigrantów z różnych krajów świata. Szczególnie prężnie rozwijała się działalność popularyzatorska Muzeum, które zorganizowało ponad 100 wystaw poświęconych historii Polski, jak też związkom Polaków i Szwajcarów i ich wzajemnym relacjom, a także szereg konferencji naukowych, przybliżających Szwajcarom polską kulturę i dzieje. Obecnie Muzeum Polskie w Rapperswilu pełni de facto rolę nieoficjalnego polskiego instytutu kultury w Szwajcarii, z którego usług korzystają chętnie zarówno Szwajcarzy, jak i Polacy.
Ważną rolę w obecnej działalności Muzeum odgrywa Polska Fundacja Kulturalna Libertas w Rapperswilu. Instytucja ta, utworzona 13 stycznia 1978 r., ma za zadanie wspieranie działalności polskich instytucji kulturalnych na Zachodzie, a Muzeum Polskiego w Rapperswilu w szczególności.

## Współpraca naukowa
Polska i Szwajcaria uznają wzajemnie z mocy prawa świadectwa i dyplomy ukończenia szkól podstawowych, średnich i wyższych w ramach systemów oświaty państw Unii Europejskiej, Europejskiego Porozumienia o Wolnym Handlu – Europejskiego Obszaru Gospodarczego oraz Organizacji Współpracy Gospodarczej i Rozwoju (OECD).